# Усть-Куломське сільське поселення
Усть-Куло́мське сільське поселення (рос. Усть-Куломское сельское поселение) — муніципальне утворення у складі Усть-Куломського району Республіки Комі, Росія. Адміністративний центр — село Усть-Кулом.
2017 року до складу поселення увійшла територія ліквідованого Носімського сільського поселення (село Носім, селище Паспом).

## Населення
Населення — 5619 осіб (2017, 5755 у 2010, 6272 у 2002, 6517 у 1989).

## Склад
До складу поселення входять такі населені пункти:
| Населений пункт  | Населення, осіб (1989) | Населення, осіб (2002) | Населення, осіб (2010) |
| ---------------- | ---------------------- | ---------------------- | ---------------------- |
| Носім, село      | 330                    | 302                    | 262                    |
| Парма, присілок  | 10                     | 6                      | 6                      |
| Паспом, селище   | 598                    | 489                    | 346                    |
| Усть-Кулом, село | 5579                   | 5475                   | 5141                   |